# Domino (chanson)
Pour les articles homonymes, voir Domino.
Singles de Jessie J
Who's Laughing Now
(2011) Who You Are
(2011)
Pistes de Who You Are
My Shadow
Domino est une chanson de la chanteuse anglaise Jessie J. Elle est sortie le 29 août 2011 aux États-Unis comme son second single. Domino a été écrite, notamment, par Claude Kelly, Dr. Luke et Max Martin.

## Développement
La chanson, qui n'est pas incluse dans le premier album de la chanteuse Who You Are, a été produite par Dr. Luke et mise en ligne via la chaîne officielle YouTube de la chanteuse le Mardi. 
Jessie J mit en place aussi une compétition, invitant les fans à poster leur propre reprise de Domino pour avoir la chance de gagner des places pour un concert soit à New York ou à Londres et en plus, une rencontre privée avec la chanteuse. 
Domino a servi à Jessie J de second single américain, suivant Price Tag featuring B.o.B, et servira de 4e single en Australie.
Jessie J avait originellement dévoilé des teasers de Domino quelques mois plus tôt, dont 21 secondes du clip de la chanson via sa page Twitter.

## Liste des pistes
- Téléchargement digital[3]

1. Domino – 3:51

- CD single

1. Domino – 3:51
2. Nobody's Perfect (Netsky Full Vocal Remix) – 4:55

## Crédits et personnel
| - Jessica Cornish – Auteur-compositeur et vocals - Dr. Luke – Auteur-compositeur, producteur, instrumentation, programming and vocal production - Claude Kelly – Auteur-compositeur et additional vocals - Max Martin – Auteur-compositeur - Cirkut – Auteur-compositeur, producteur, instrumentation et programming | - Serban Ghenea – mixage audio - Emily Wright – engineering et vocal production - Clint Gibbs – assistant engineering - John Hanes – mix engineer - Phil Seaford – assistant mix engineer - Tom Coyne – mastering |

Crédits extraits du livret de l'album Who You Are, Lava, Universal Motown Republic Group.

## Classement et certifications
| Classement (2011)                      | Meilleure position |
| -------------------------------------- | ------------------ |
| Allemagne (Media Control AG)           | 22                 |
| Australie (ARIA)                       | 3                  |
| Autriche (Ö3 Austria Top 40)           | 26                 |
| Belgique (Flandre Ultratip 100)        | 41                 |
| Belgique (Wallonie Ultratip 50)        | 37                 |
| Canada (Canadian Hot 100)              | 12                 |
| Danemark (Tracklisten)                 | 22                 |
| Espagne (PROMUSICAE)                   | 24                 |
| France                                 | 11                 |
| Pays-Bas (Single Top 100)              | 20                 |
| Nouvelle-Zélande (RMNZ)                | 3                  |
| Suède (Sverigetopplistan)              | 28                 |
| Suisse (Schweizer Hitparade)           | 25                 |
| Slovaquie (IFPI Rádio)                 | 20                 |
| Royaume-Uni (UK Singles Chart)         | 1                  |
| États-Unis (Billboard Hot 100)         | 6                  |
| États-Unis (Billboard Pop Songs)       | 8                  |
| États-Unis (Billboard Adult Pop Songs) | 21                 |
| Malaisie (Malay Muzik Official Chart)  | 1                  |
| Malaisie (Malay Muzik Pop Chart)       | 1                  |

| Classement (2011)       | Position |
| ----------------------- | -------- |
| Australie               | 53       |
| Pays-Bas (Dutch Top 40) | 160      |
| Nouvelle-Zélande        | 19       |

| Pays                     | Certification |
| ------------------------ | ------------- |
| Australie (ARIA)         | 2 × Platine   |
| Nouvelle-Zélande (RIANZ) | Platine       |
| États-Unis (RIAA)        | Platine       |
| Suisse (IFPI)            | Or            |

## Historique de sortie
| Pays       | Date             | Format                            | Label                                    |
| ---------- | ---------------- | --------------------------------- | ---------------------------------------- |
| États-Unis | 29 août 2011     | Téléchargement digital            | Lava Records, Universal Republic Records |
| États-Unis | 1 septembre 2011 | Mainstream radio airplay          | Lava Records, Universal Republic Records |
| Australie  | 1 septembre 2011 | Téléchargement digital            | Lava Records, Universal Republic Records |
| Danemark   | 1 septembre 2011 | Téléchargement digital            | Lava Records, Universal Republic Records |
| Allemagne  | 4 novembre 2011  | Téléchargement digital, CD single | Lava Records, Universal Republic Records |
| Malaisie   | 12 février 2012  | Téléchargement digital            | Universal Music Group                    |

## Dans la culture populaire
La chanson est présente dans le film Le Grand Bain (2018) de Gilles Lellouche.